# Chris Chenery (schip, 1974)
De Chris Chenery was een halfafzinkbaar boorplatform dat in 1974 werd gebouwd door Blohm + Voss voor The Offshore Company. Het ontwerp was de SCP III-Mark 2 en bestaat uit twee pontons met elk drie kolommen met daarop het werkdek.
In 1997 werd het overgenomen door Marine Drilling Companies als Marine 500. Na de overname van Marine Drilling Companies door Pride International werd het platform in 2002 Pride South Pacific genoemd. Nadat Pride in 2011 werd overgenomen door Ensco werd het platform in 2013 omgedoopt naar ENSCO 5001.
Het enige andere platform dat naar dit ontwerp gebouwd werd, was de Skau-Shore 1. Dit zou voor 75% eigendom worden van Skaugen Drilling en voor 25% van The Offshore Company, maar Skaugen trok zich in 1975 terug door de grote vertraging bij de oplevering bij de scheepswerf Hijos de J. Barreras. Uiteindelijk werd het opgeleverd in 1979 als Afortunada  voor de Casablanca Group, een samenwerkingsverband van Chevron (15%), Canadian North West Land (CNWL) (15%), Denison Mines (15%), Pacific Petroleums (7,5%), Ciepsa (7,5%) en Eniepsa (40%).

## SCP III-Mark 2-serie
| Naam          | Werf                 | Jaar | IMO-nummer |
| ------------- | -------------------- | ---- | ---------- |
| Chris Chenery | Blohm + Voss         | 1974 | 8750730    |
| Skau-Shore 1  | Hijos de J. Barreras | 1979 | 8752790    |